# Підгорне (Кувандицький міський округ)
Підго́рне (рос. Подгорное) — село у складі Кувандицького міського округу Оренбурзької області, Росія.

## Населення
Населення — 247 осіб (2010; 292 у 2002).
Національний склад (станом на 2002 рік):
- росіяни — 72 %